# Platioposaure
El platioposaure (Platyoposaurus) és un gènere d'amfibi temnospòndil que va viure al Permià superior, fa entre 255 i 250 milions d'anys.